# 无鳞肋毛蕨
无鳞肋毛蕨（学名：Ctenitis sphaeropteroides），为叉蕨科肋毛蕨属下的一个植物种。